# Шауїнсландбан
47°56′10″ пн. ш. 7°51′56″ сх. д. / 47.936° пн. ш. 7.86544444° сх. д.
Шауїнсландбан (нім. Schauinslandbahn) — гондольний підйомник у Шварцвальді, Баден-Вюртемберг, Німеччина. 
Сполучає нижню станцію в муніципалітеті Горбен, поблизу міста Фрайбург-ім-Брайсгау, з верхньою станцією біля вершини гори Шауїнсланд. 
Лінію обслуговує Freiburger Verkehrs AG, міський транспортний оператор Фрайбурга. 
Ця ж компанія керує міською трамвайною та автобусною мережею, включно з автобусним маршрутом 21, який сполучає нижню станцію Шауїнсландбану з кінцевою зупинкою трамвайного маршруту 2 в Гюнтерсталі. 

Лінія довжиною 3,6 км є найдовшим гондольним підйомником у Німеччині. 
Це була перша підвісна канатна дорога у світі, яка забезпечувала безперервну роботу кількох кабін, на відміну від човникового типу роботи канатної дороги. 

## Історія

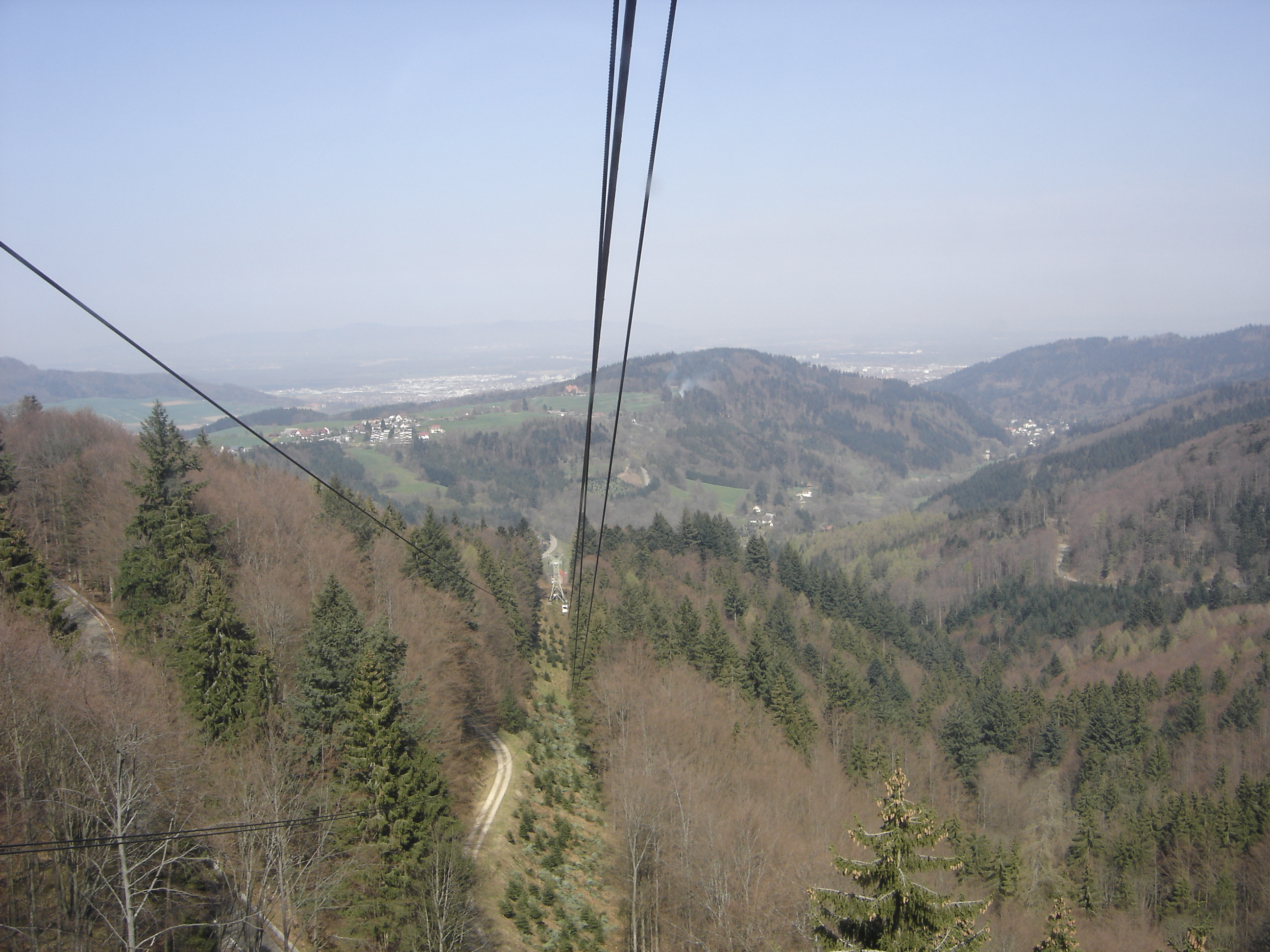
Краєвид на Фрайбург з горішньої станції

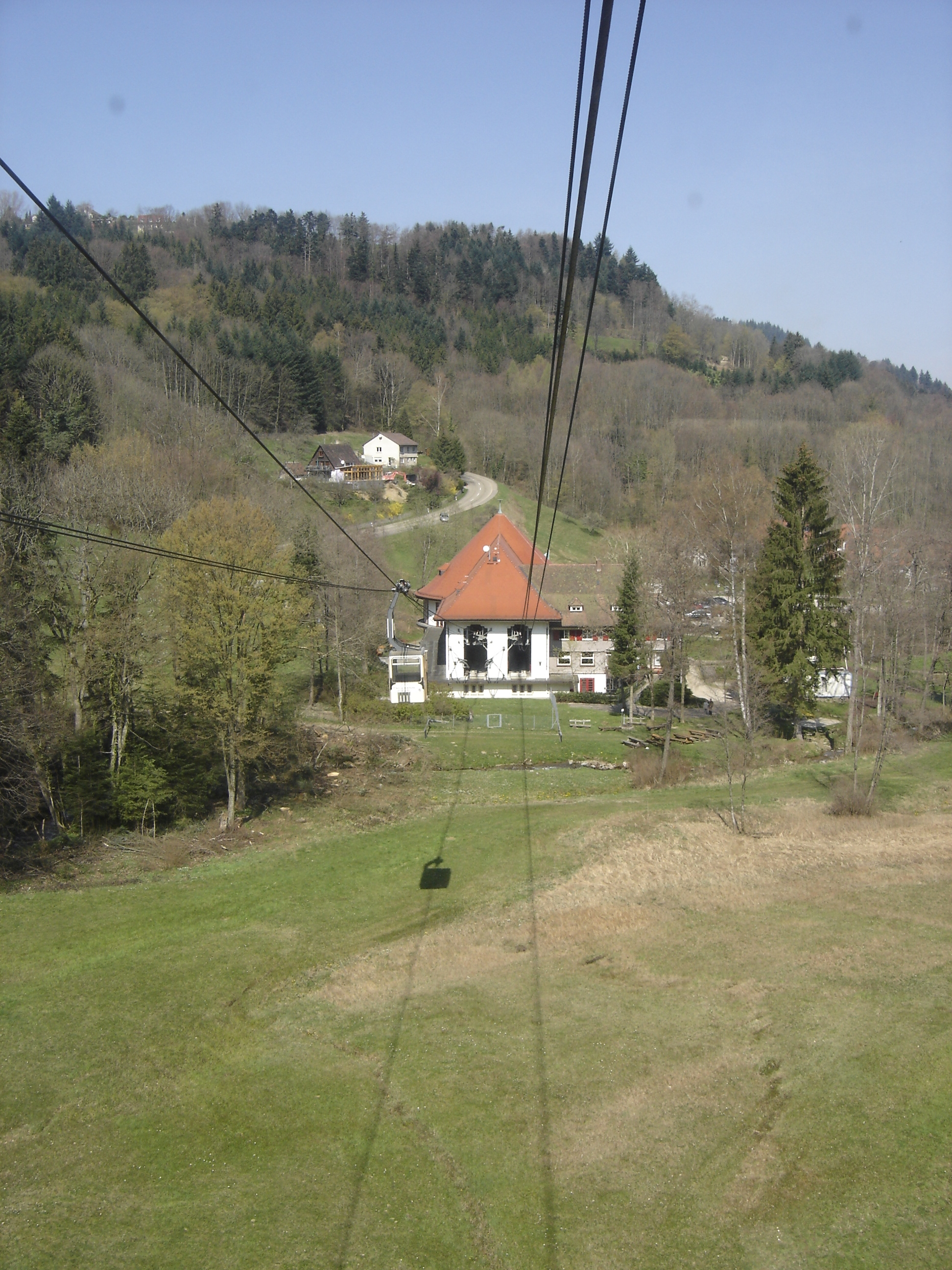
Нижня станція.

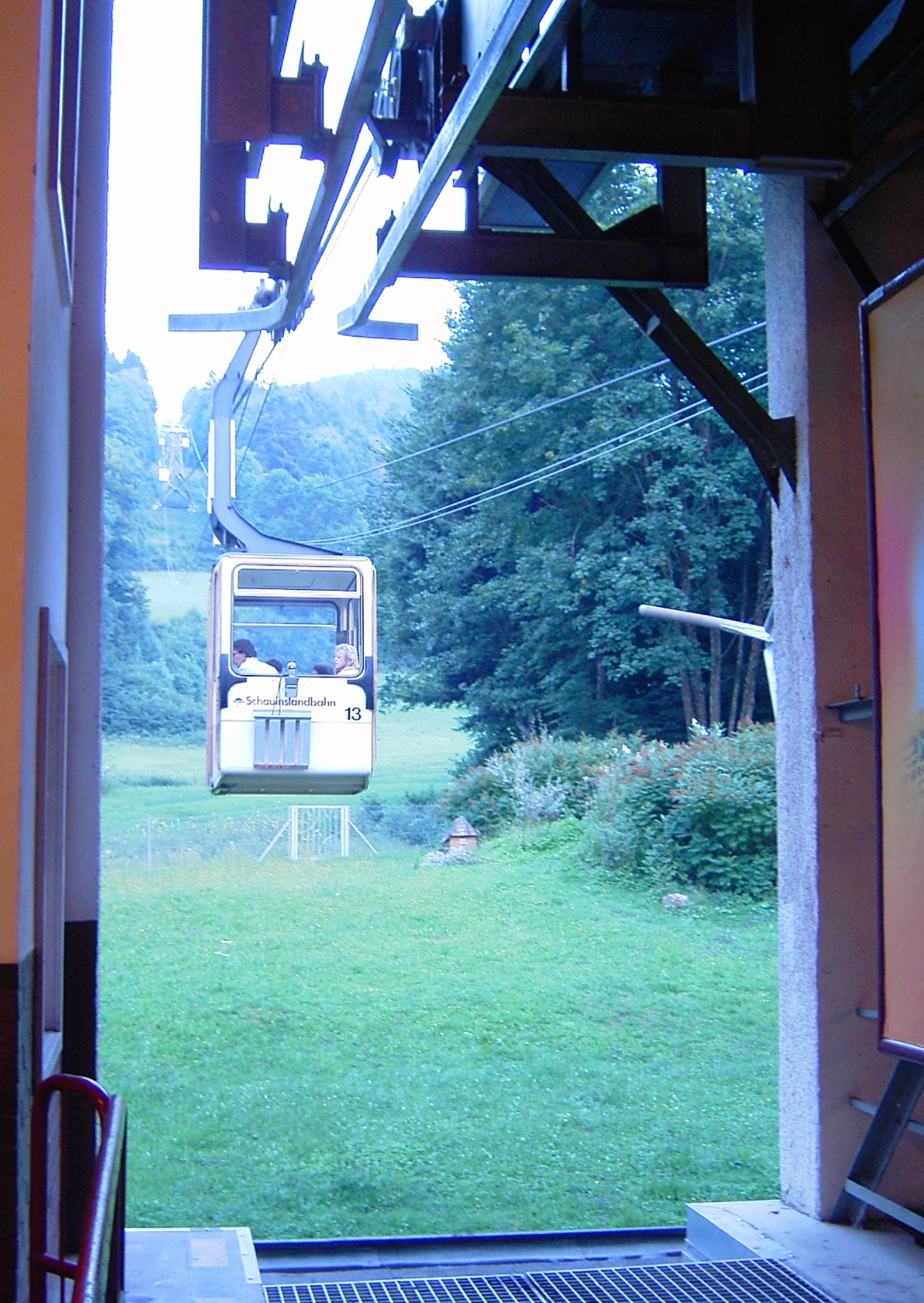
Краєвид з нижньої станції

У перші роки XX століття було декілька пропозицій сполучити Фрайбург із Шауїнсландом. 
Розширення міського трамвайного маршруту 2 на виокремленій колії до Гюнтерсталя в 1913 році було задумано як перша дільниця швидкісного трамвая, який сполучив би запропоновану зубчасту залізницю з вершиною гори. 
Інші пропозиції включали повітряну канатну дорогу, запропоновану професором Георгом Бенуа з Технологічний інститут Карлсруе, і набагато довшу залізницю від Фрайбург-Головний через Шауїнсланд до Тодтнау. 
Початок Першої світової війни зупинив будь-який подальший прогрес у реалізації цих планів. 
Після війни врешті-решт було вирішено побудувати підвісну лінію канатної дороги з точки, яка була близька до передбачуваної початкової точки раніше запланованої зубчастої залізниці. 
Лінія побудована приватною особою і відкрита 17 липня 1930 року після трьох років будівництва, за проектом професора Бенуа, використовуючи один несучий та два тягові троси. 
Було 10 кабін, максимум 8 з яких можна було використовувати в будь-який час, кожна кабіна перевозила до 22 пасажирів і провідника. 

Конструкція лінії передбачала кріплення кабін на станціях на тросах. У 1932 році помилка провідника під час підключення кабіни до тросу призвела до того, що кабіна впала з висоти 13 метрів і вбила 2 пасажирів і провідника. Це призвело до серйозного перегляду технології та процедур, які її скеровують; отримані рекомендації були швидко включені в будівництво канатних доріг в інших місцях, особливо в Швейцарії. 

Під час Другої світової війни Шауїнсландбан використовувався для транспортування військових до шпиталів , розташованих на горі Шауїнсланд. 
Через небезпеку повітряних нальотів в 1944/5 рр. лінія діяла тільки вночі. 

У 1968 році лінія придбало містом Фрайбург та об’єднало з VAG в 1982 році. 
У 1987 році лінію закрито для модернізації. 
Оригінальні кабіни були замінені на 37 менших кабін, які не вимагали провідника, що значно скоротило кількість персоналу, необхідного для експлуатації лінії. 
У періоди високого попиту одночасно можуть працювати до 30 кабін, що забезпечує загальну пропускну здатність понад 500 пасажирів на годину. 
Було внесено кілька пропозицій щодо завершення спочатку запланованого продовження трамвайного маршруту 2 для сполучення з Шауїнсландбаном, але цього так і не відбулося, і пасажири все ще користуються сполучним автобусом. 

## Опис

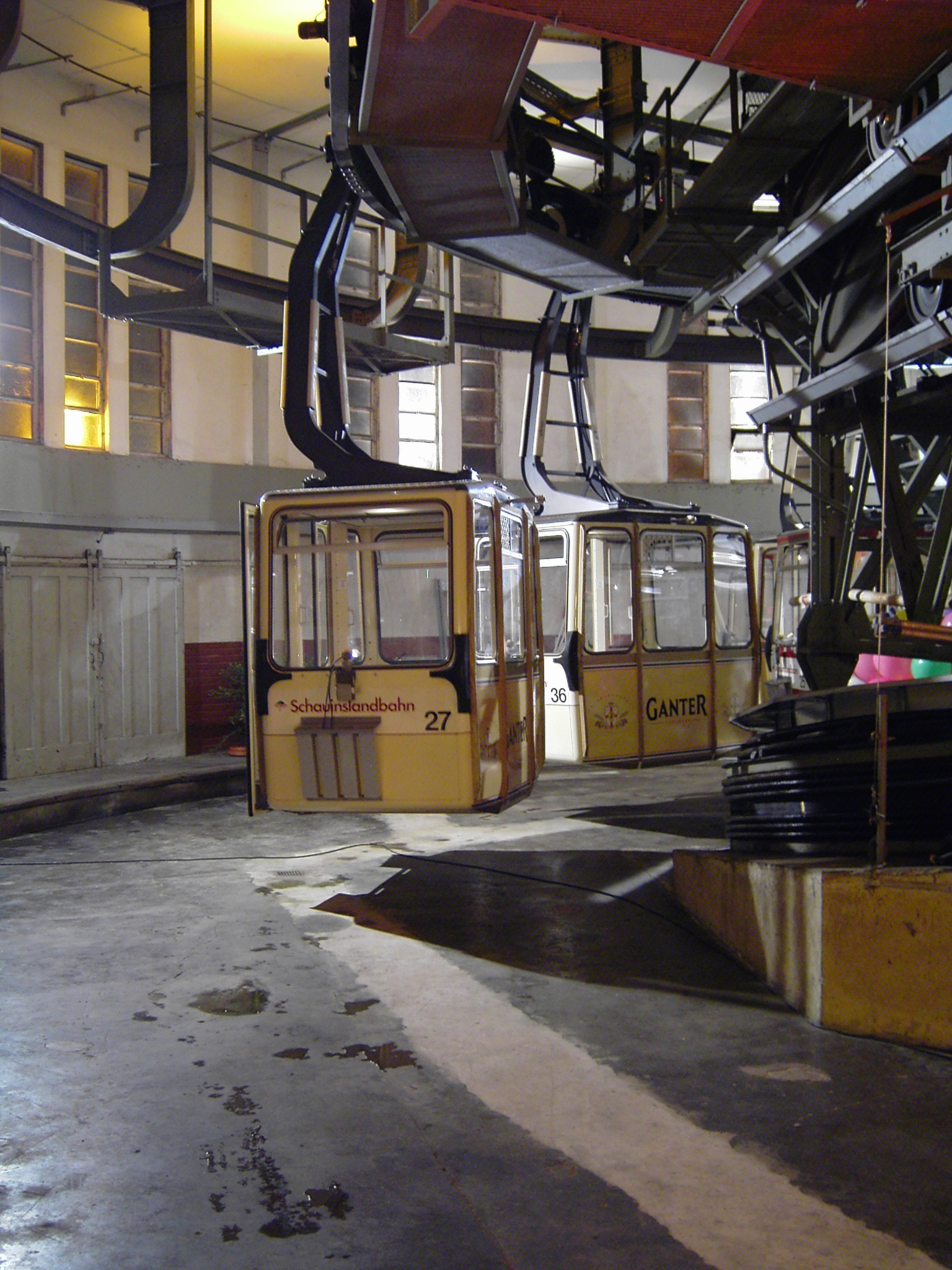
Кабіни чекають пасажирів на кінцевій станції.

Лінія працює без вихідних цілорічно, безперервно з 09:00 до 17:00, пізніше з липня по вересень. 
Маршрут не входить у звичайний тариф VAG на трамваї та автобуси, і вартість проїзду для дорослих наразі становить 12 євро зі зниженими тарифами для дітей та сімей. 

Лінія має такі технічні параметри:
- Висота нижньої станції: 473 м
- Висота верхньої станції: 1219 м
- Перепад висот: 746 м
- Довжина лінії: 3565 м
- Максимальний похил: 44,5%
- Середній похил: 21%
- Кабін: 37
- Місткість салону: 11 пасажирів
- Пропускна здатність: 500/700 пасажирів на годину
- Час у дорозі: 15 хвилин
- Швидкість транспортування: 4 метри/сек
- Мінімальний інтервал: 57 секунд